# Sabanagrande (Honduras)
Sabanagrande è un comune dell'Honduras facente parte del dipartimento di Francisco Morazán.
Risulta come comune autonomo nella divisione amministrativa del 1889, come capoluogo di un distretto composto da 7 comuni.